# Albert Costa
För racerföraren, se Albert Costa (racerförare).
Albert Costa Casals (tidigare: Alberto Costa), född 25 juni 1975 i Lerida, Spanien, är en spansk högerhänt tidigare professionell tennisspelare.

## Tenniskarriären
Albert Costa blev professionell spelare på ATP-touren 1993. Han upphörde med spel på touren i april 2006. Under karriären vann han 12 singeltitlar, alla på grusunderlag, och en dubbeltitel. Bland singelmeriterna märks främst seger i Grand Slam-turnering Franska öppna 2002. Han rankades som bäst som nummer 6 i singel (juli 2002) och som nummer 102 i dubbel (januari 2004). Costa spelade totalt in $7 685 228 i prispengar.
Costa vann 11 av sina singeltitlar perioden 1995-1999, medan hans titel i Franska öppna, som blev kröningen på hans karriär och hans sista singeltitel, kom först 2002. 
Costa finalbesegrade sensationellt "gruskungen" och det årets segrare i Franska öppna, Thomas Muster, i Kitzbühel i augusti 1995 (4-6, 6-4, 7-6), 2-6, 6-4). Han vann därmed sin första ATP-titel i singel. Säsongen 1996 vann Costa tre titlar, i två av dessa finaler besegrade han landsmannen Félix Mantilla Botella. De följande två säsongerna (1997 och 1998) vann han årligen två titlar och finalbesegrade bland andra Alberto Berasategui och Àlex Corretja.
Säsongen 1999 vann Costa tre singeltitlar och finalbesegrade därvid i Estoril Todd Martin. Säsongen därpå, 2000, deltog han i det segrande spanska Davis Cup-laget. Han vann också bronsmedalj i olympiska sommarspelen i Sydney tillsammans med Álex Corretja.
Costas seger i Franska öppna 2002 var oväntad eftersom han inte hade vunnit någon turneringsseger sedan 1999. På vägen till finalen besegrade han det föregående årets mästare, Gustavo Kuerten i tre raka set i fjärde omgången. Han besegrade därefter Guillermo Cañas i kvartsfinalen och Álex Corretja i semifinalen. I finalen mötte han landsmannen Juan Carlos Ferrero som var storfavorit till segern. Oväntat lyckades Costa besegra Ferrero med siffrorna 6-1, 6-0, 4-6, 6-3.  
Albert Costa deltog i det spanska Davis Cup-laget 1996-97, -99-00, -03 och -05. Han spelade totalt 19 matcher av vilka han vann 11.

## Spelaren och personen
Albert Costa var framstående som junior och spelade juniorfinal i Franska öppna 1993 och vann samma säsong Orange Bowl. Hans förebild bland tennisspelare är John McEnroe. 
Han utnämndes till 'ATP Newcomer 1994.
Costa gifte sig 2002 med Cristina Ventura. Paret hade redan då två tvillingdöttrar (födda 2001).

## Grand Slam-finaler, singel (1)

### Titlar (1)
| År   | Mästerskap    | Finalmotståndare    | Setsiffror         |
| 2002 | Franska öppna | Juan Carlos Ferrero | 6-1, 6-0, 4-6, 6-3 |

## Övriga ATP-titlar
- Singel
  - 1995 - Kitzbuhel
  - 1996 - Gstaad, San Marino, Bournemouth
  - 1997 - Barcelona, Marbella
  - 1998 - Hamburg, Kitzbuehel
  - 1999 - Estoril, Gstaad, Kitzbuhel
- Dubbel
  - 2005 - Doha